# Magny-sur-Tille
Magny-sur-Tille est une commune française appartenant à Dijon Métropole située dans le canton de Chevigny-Saint-Sauveur du département de la Côte-d'Or, en région Bourgogne-Franche-Comté.

## Géographie
Magny-sur-Tille est un petit village situé à 14 km à l'est de Dijon. Il fait partie de Dijon Métropole.

### Climat
Pour des articles plus généraux, voir Climat de la Bourgogne-Franche-Comté et Climat de la Côte-d'Or.
En 2010, le climat de la commune est de type climat des marges montargnardes, selon une étude du Centre national de la recherche scientifique s'appuyant sur une série de données couvrant la période 1971-2000. En 2020, Météo-France publie une typologie des climats de la France métropolitaine dans laquelle la commune est dans une zone de transition entre le climat océanique altéré et le climat océanique altéré et est dans la région climatique  Bourgogne, vallée de la Saône, caractérisée par un bon ensoleillement (1 900 h/an), un été chaud (18,5 °C), un air sec au printemps et en été et des vents faibles. 
Pour la période 1971-2000, la température annuelle moyenne est de 10,5 °C, avec une amplitude thermique annuelle de 17,5 °C. Le cumul annuel moyen de précipitations est de 786 mm, avec 10,8 jours de précipitations en janvier et 7,7 jours en juillet. Pour la période 1991-2020, la température moyenne annuelle observée sur la station météorologique de Météo-France la plus proche, « Dijon-Longvic », sur la commune d'Ouges à 7 km à vol d'oiseau, est de 11,4 °C et le cumul annuel moyen de précipitations est de 743,4 mm,. Pour l'avenir, les paramètres climatiques de la commune estimés pour 2050 selon différents scénarios d'émission de gaz à effet de serre sont consultables sur un site dédié publié par Météo-France en novembre 2022.

## Urbanisme

### Typologie
Au 1er janvier 2024, Magny-sur-Tille est catégorisée bourg rural, selon la nouvelle grille communale de densité à 7 niveaux définie par l'Insee en 2022.
Elle est située hors unité urbaine. Par ailleurs la commune fait partie de l'aire d'attraction de Dijon, dont elle est une commune de la couronne,. Cette aire, qui regroupe 333 communes, est catégorisée dans les aires de 200 000 à moins de 700 000 habitants,.

### Occupation des sols

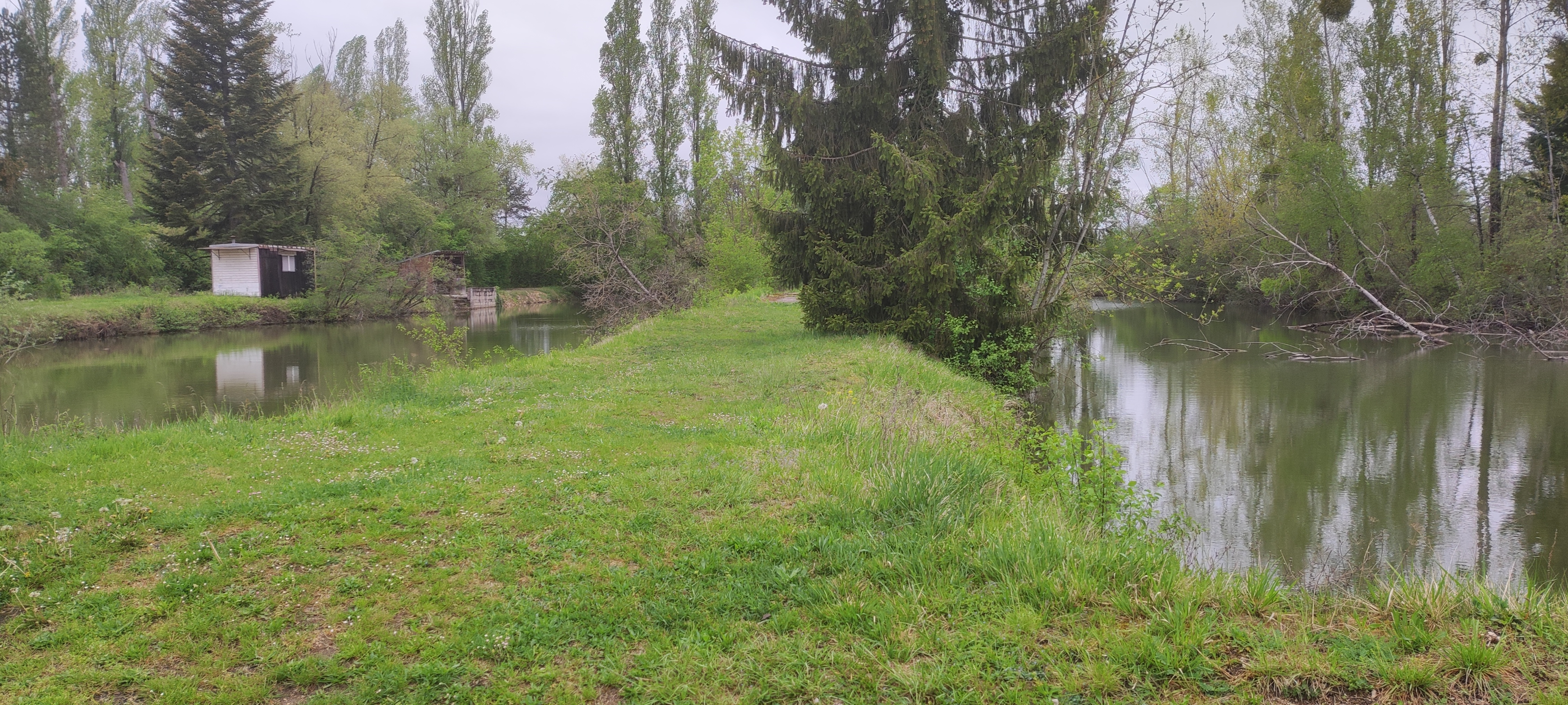
Nombreux étangs à Magny-sur-Tille.

L'occupation des sols de la commune, telle qu'elle ressort de la base de données européenne d’occupation biophysique des sols Corine Land Cover (CLC), est marquée par l'importance des territoires agricoles (82,1 % en 2018), en diminution par rapport à 1990 (88,2 %). La répartition détaillée en 2018 est la suivante : terres arables (82,1 %), eaux continentales (7,1 %), forêts (6,1 %), zones urbanisées (3,9 %), zones industrielles ou commerciales et réseaux de communication (0,8 %). L'évolution de l’occupation des sols de la commune et de ses infrastructures peut être observée sur les différentes représentations cartographiques du territoire : la carte de Cassini (XVIIIe siècle), la carte d'état-major (1820-1866) et les cartes ou photos aériennes de l'IGN pour la période actuelle (1950 à aujourd'hui).

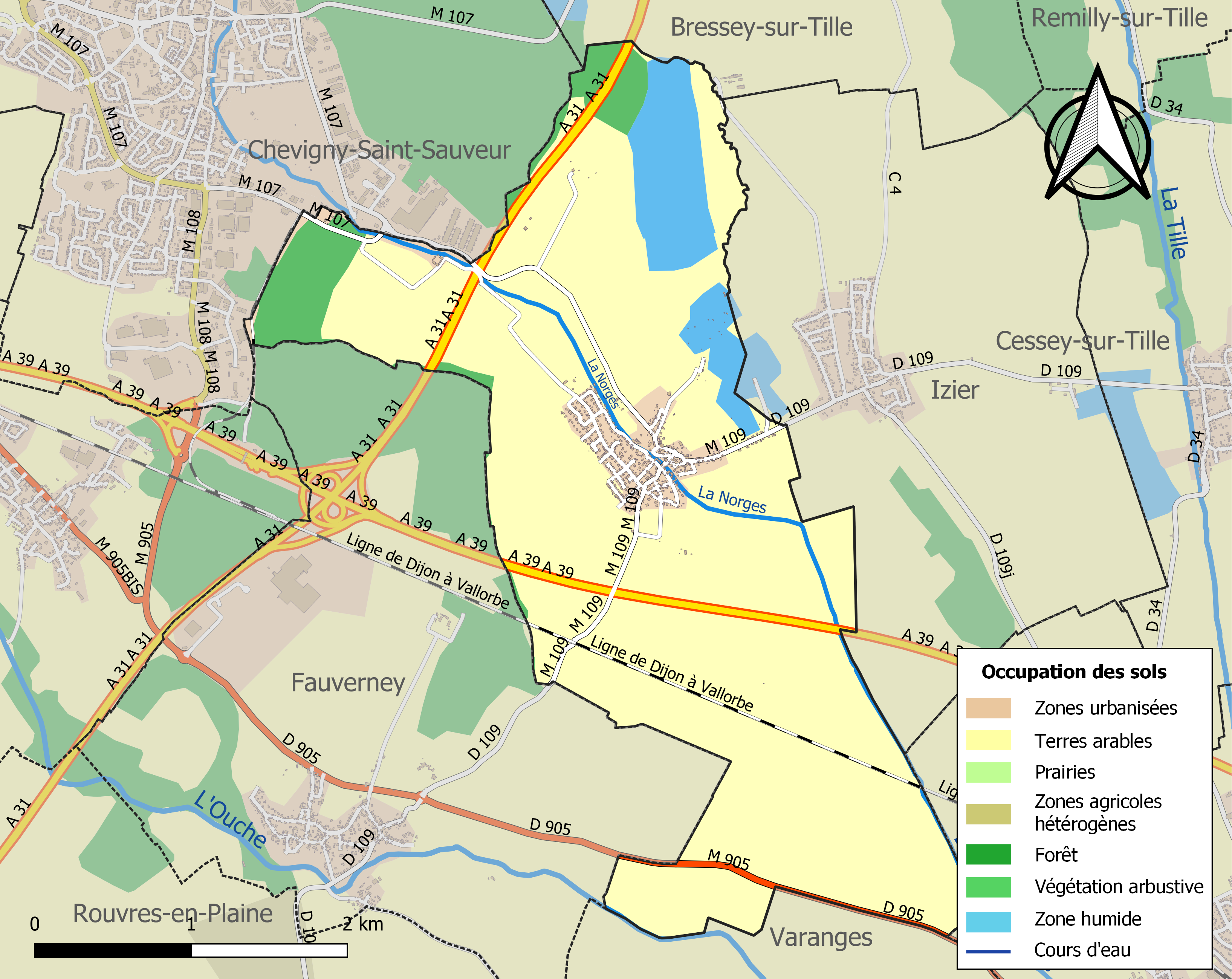
Carte des infrastructures et de l'occupation des sols de la commune en 2018 (CLC).

## Histoire
Du XIIIe au XVe siècle, la Seigneurie de Magny appartient à la famille de Pontailler. En 1466, une description de cette terre (AD21 E314) donne les détails suivants :
Un château contenant une tour carré en pierre, charpente en bois tuilée, des étables, un sélier à foin, la maison du concierge du château, une maison avec sa chapelle ... une autre tour en bois tuilée avec cheminées, un pont-levis ferré et chaîné, un puits, jardins ...
La seigneurie appartiendra successivement :
- Thomas et Claude de Plaine ;
- au XVIe siècle à Charles de la Rivière (AD21 B10661) ;
- en 1568, à Jacques des Comtes de Vintimille (AD21 B10661) ;
- en 1582, à Jeanne des Comtes de Vintimille et son mari Melchior de Bernard de Montessus (AD21 B10683) ;
- vers 1587, à Hiérome de Cirey (AD21 B10683) ;
- Bénigne Legouz de Gerland.

## Politique et administration
| Période                                  | Période   | Identité         | Étiquette | Qualité |
| ---------------------------------------- | --------- | ---------------- | --------- | ------- |
| mars 1989                                | mars 2008 | Claudette Bligny |           |         |
| mars 2008                                | En cours  | Nicolas Bourny   |           |         |
| Les données manquantes sont à compléter. |           |                  |           |         |

## Démographie
L'évolution du nombre d'habitants est connue à travers les recensements de la population effectués dans la commune depuis 1793. Pour les communes de moins de 10 000 habitants, une enquête de recensement portant sur toute la population est réalisée tous les cinq ans, les populations de référence des années intermédiaires étant quant à elles estimées par interpolation ou extrapolation. Pour la commune, le premier recensement exhaustif entrant dans le cadre du nouveau dispositif a été réalisé en 2006.

En 2022, la commune comptait 872 habitants, en évolution de +0,35 % par rapport à 2016 (Côte-d'Or : +0,82 %, France hors Mayotte : +2,11 %).
| 1793 | 1800 | 1806 | 1821 | 1831 | 1836 | 1841 | 1846 | 1851 |
| ---- | ---- | ---- | ---- | ---- | ---- | ---- | ---- | ---- |
| 332  | 335  | 342  | 344  | 320  | 359  | 347  | 338  | 363  |

| 1856 | 1861 | 1866 | 1872 | 1876 | 1881 | 1886 | 1891 | 1896 |
| ---- | ---- | ---- | ---- | ---- | ---- | ---- | ---- | ---- |
| 395  | 380  | 365  | 318  | 327  | 308  | 280  | 263  | 284  |

| 1901 | 1906 | 1911 | 1921 | 1926 | 1931 | 1936 | 1946 | 1954 |
| ---- | ---- | ---- | ---- | ---- | ---- | ---- | ---- | ---- |
| 264  | 252  | 260  | 218  | 219  | 195  | 192  | 183  | 245  |

| 1962 | 1968 | 1975 | 1982 | 1990 | 1999 | 2006 | 2011 | 2016 |
| ---- | ---- | ---- | ---- | ---- | ---- | ---- | ---- | ---- |
| 263  | 256  | 386  | 513  | 576  | 645  | 783  | 843  | 869  |

| 2021 | 2022 | - | - | - | - | - | - | - |
| ---- | ---- | - | - | - | - | - | - | - |
| 883  | 872  | - | - | - | - | - | - | - |

## Lieux et monuments

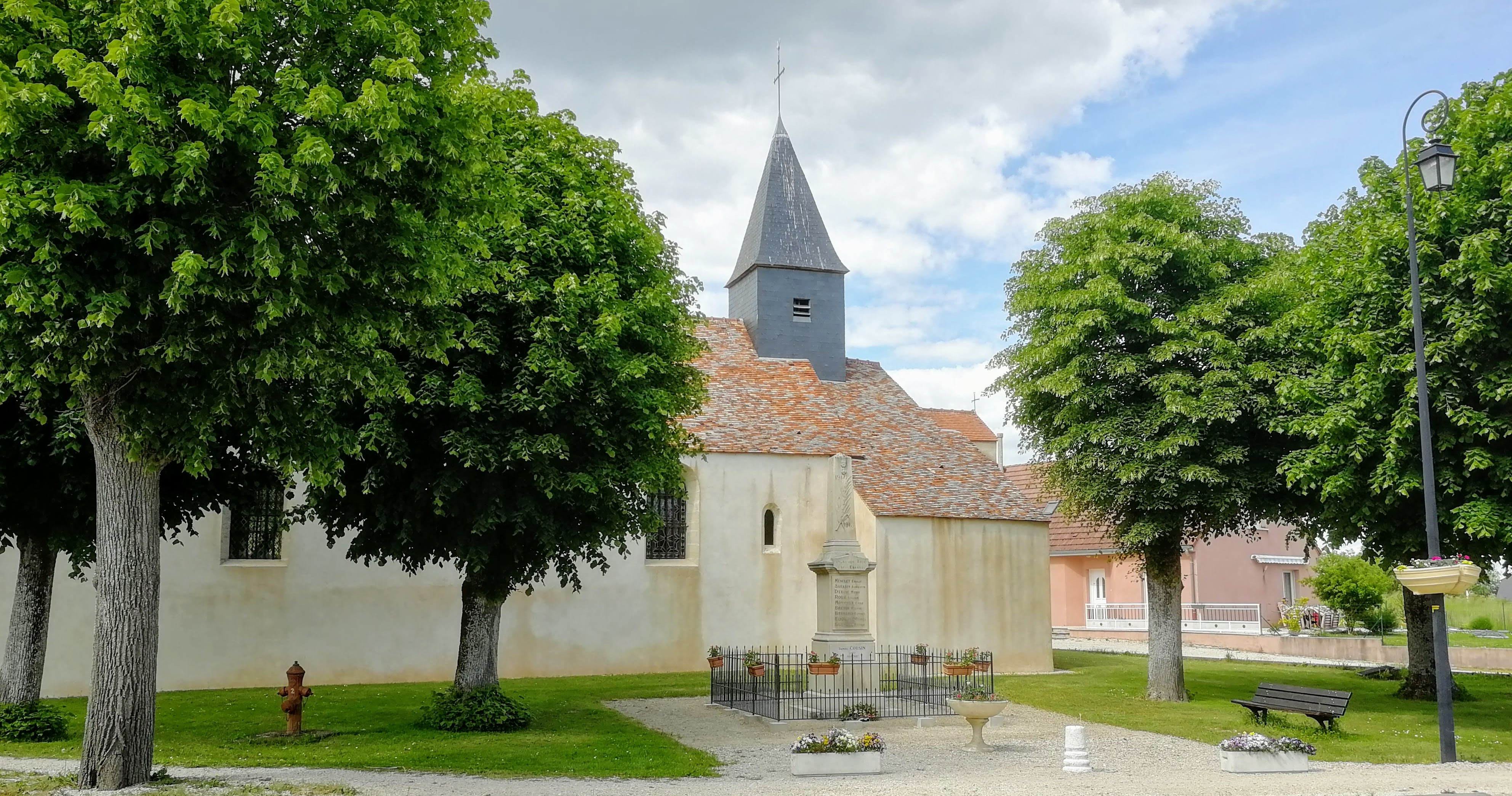
Le monument aux morts, devant l'église.

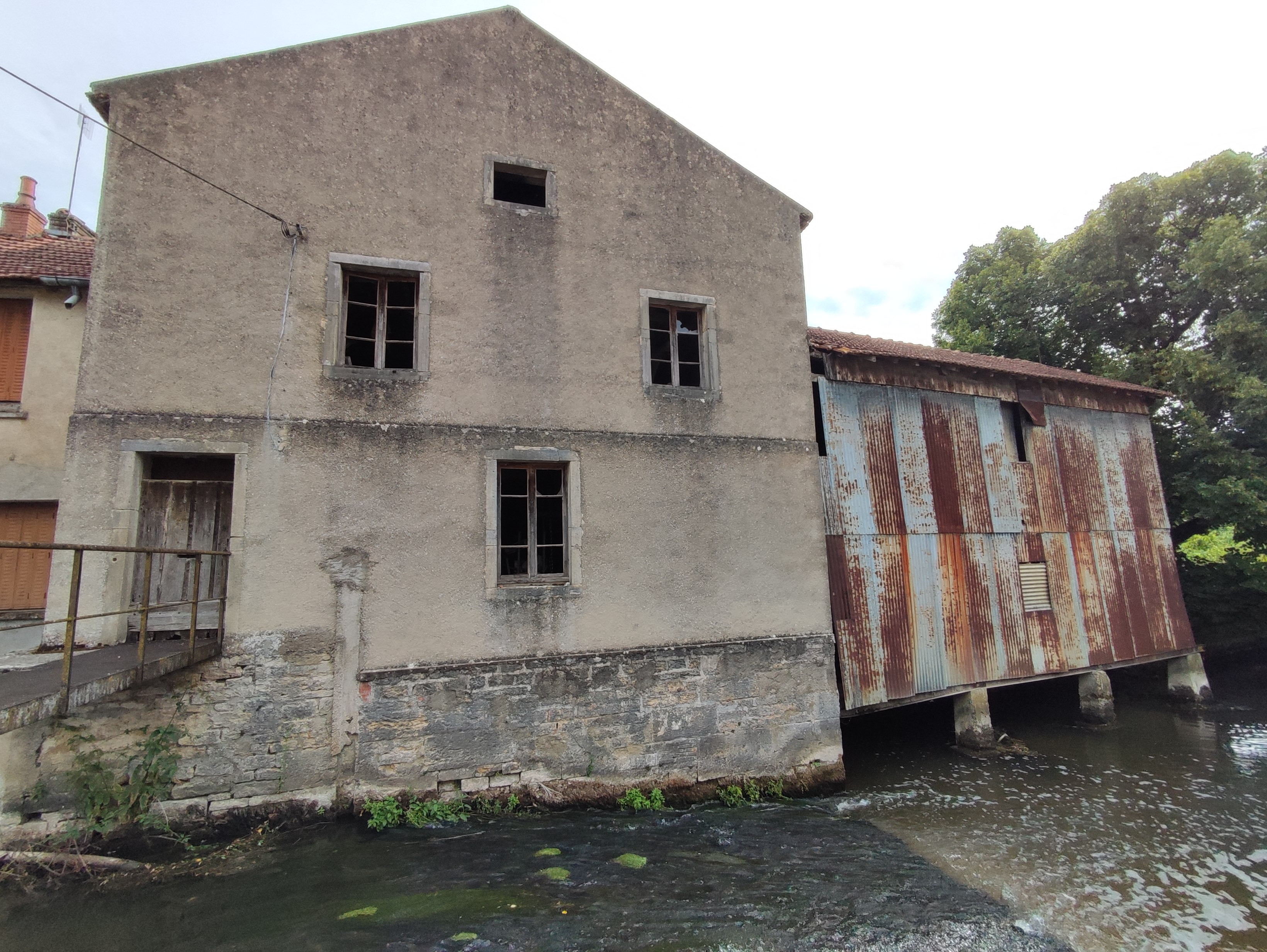
Ancien moulin à eau sur la Norges.

Magny possède une petite église consacrée à la nativité. Elle présente un porche du XIIIe siècle. Le chœur et ses petites fenêtres sont du XIIe siècle. Neuf mètres de litre datées de 1738, sont encore visibles sur le mur de droite.

## Personnalités liées à la commune

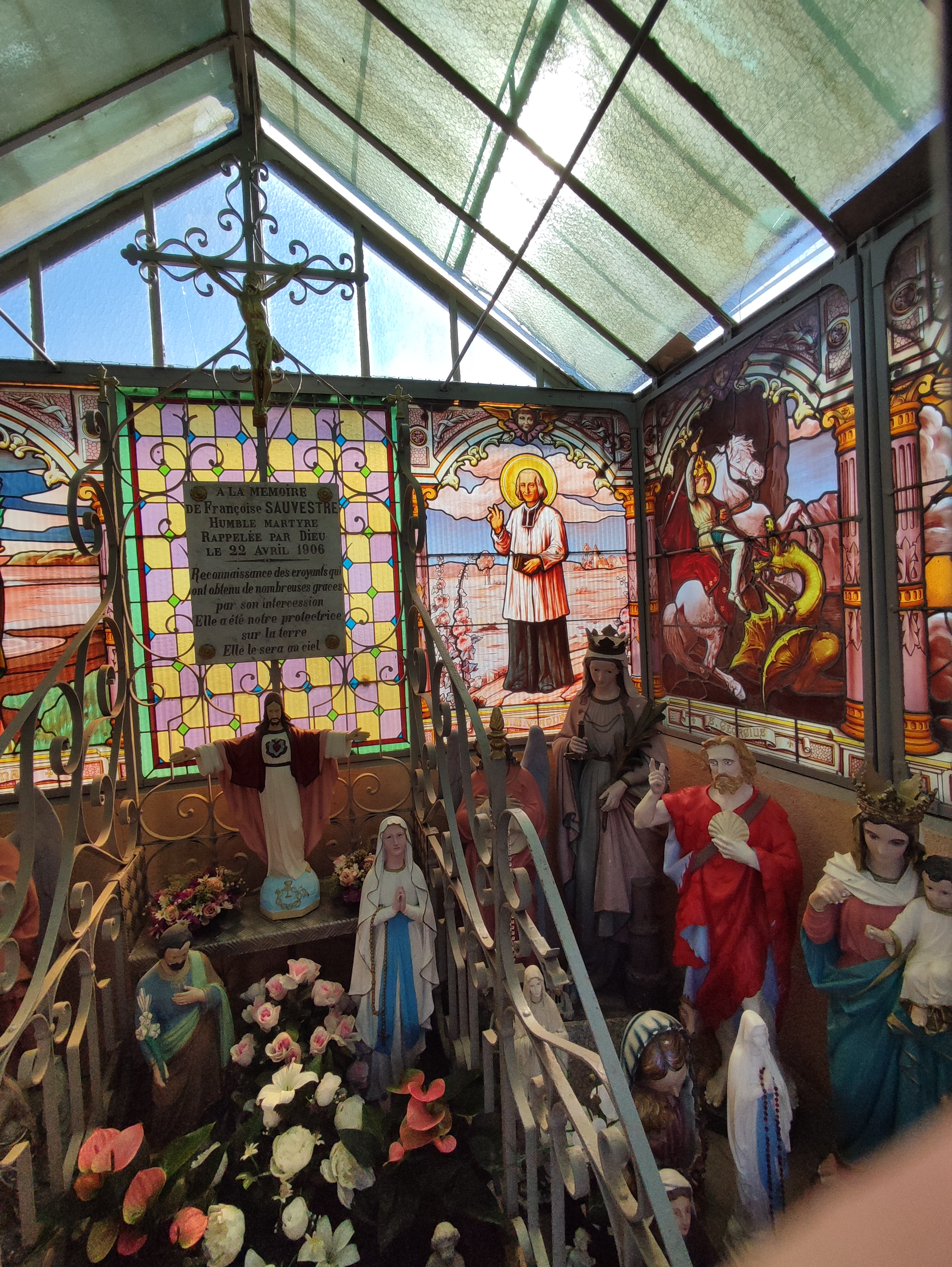
Sépulture de Françoise Sauvestre dans le cimetière communal.

- La religieuse Françoise Sauvestre (1818-1906) qui a vécu à Magny-sur-Tille a marqué l'histoire du village. Il reste encore aujourd'hui les vestiges de sa maison qui sont situés tout près de l'église (elle est visitable 2 fois par an)[17].
- Philibert (1772-1811) (chevalier de la Légion d'honneur) et Pierre Donzey (1770-1834), tous les deux officiers dans l'armée de Napoléon Ier.

## Héraldique
| Blason de Magny-sur-Tille | Blason  | Parti : au 1er d'azur à la fleur de lys d'or, au 2e de gueules au lion aussi d'or. |
| Blason de Magny-sur-Tille | Détails | Le statut officiel du blason reste à déterminer.                                   |